# Régine Martial
Pour les articles homonymes, voir Martial.
.
 
Antoinette Purquet dite Régine Martial, née vers 1865 et morte à une date indéterminée après 1930, est une  autrice et actrice française, active des années 1880 aux années 1910.

## Biographie
Malgré une carrière qui s'étend sur une période de près de 30 ans, on ne sait pratiquement rien de Régine Martial, sinon qu'elle est née sous le nom d'Antoinette Purquet dans les années 1864-1865 et qu'elle est d'origine russe et italienne.
Élève de Madame Pasca, elle débute au Théâtre-Libre en mai 1889 puis est engagée en août de la même année par Paul Porel au Théâtre de l'Odéon avant de revenir l'année suivante au Théâtre-Libre. Entre-temps, en juin 1889, la presse annonce son mariage. Elle signe ensuite en 1892 un engagement de trois ans avec le Théâtre de l'Ambigu-Comique où elle restera jusqu'en 1895 avant de passer au théâtre de l'Œuvre où elle ne fera qu'une seule saison.
Devenue depuis la maîtresse d'Henri Céard, elle est arrêtée en février 1899 pour avoir donné à une rivale, une jeune actrice du nom de Mélanie Delacroix, des morceaux d'hameçons et de zinc dans du bicarbonate de soude sous prétexte de la faire maigrir,,,. Déclarée irresponsable, elle bénéficie d'un non-lieu après quelques mois de détention préventive à la prison Saint-Lazare. Internée à la maison de santé Falret à Vanves, elle en sort quelques mois plus tard avant de partir se reposer à Arcachon où elle profitera de son séjour pour écrire la pièce À Saint-Lazare inspirée de sa propre expérience carcérale.
En mars 1906, à la suite de « chagrins intimes » mais aussi sans doute à la suite de l'échec de sa pièce Sacha au théâtre du Gymnase (15 représentations seulement), elle tente de se suicider en se tirant un coup de revolver dans la région du cœur,,.
Deux ans plus tard, elle intente un procès à Guy Launay, du journal Le Matin qui avait violemment critiqué Sacha. Elle est déboutée,,.
En janvier 1910, la presse annonce la parution prochaine d'un livre signé de sa main et intitulé Paris qui bluffe et Paris qui aime, mais l'ouvrage ne semble pas avoir été édité. A l'époque, elle est domiciliée au 33, rue Godot-de-Mauroy dans le 9e arrondissement.
Pendant la Première Guerre mondiale, Régine Martial se produit à quelques reprises pour le Soutien français, une œuvre de charité,. En décembre 1930, la parution d'un nouveau livre intitulé Thémis et Melpomène est annoncée, mais ce dernier non plus n'a probablement pas été publié. On perd sa trace après cette date. Elle avait alors environ 65 ans.

## Théâtre
Actrice
- 1889 : Le Comte Witold, pièce en 3 actes de Stanislas Rzewuski, au théâtre-Libre (31 mai) : la comtesse Louise[27].
- 1889 : Marino Faliero, drame en 5 actes en vers de Casimir Delavigne, à l'Odéon (août) : Elena[28],[29].
- 1889 : La Famille Benoiton, comédie en 5 actes de Victorien Sardou, reprise à l'Odéon (16 septembre) : Marthe[30].
- 1889 : Grand-Mère, comédie en 3 actes de Georges Ancey, à l'Odéon (26 décembre)[31]
- 1890 : Rodogune, tragédie en 5 actes de Pierre Corneille, au théâtre de l'Odéon (17 avril) : Cléopâtre[32],[33].
- 1890 : Myrane, étude dramatique en 3 actes d'Émile Bergerat, au Théâtre-Libre (13 juin) :  Myrane[27],[34].
- 1890 : L'Amant de sa femme, pièce en un acte d'Aurélien Scholl, au Théâtre-Libre (novembre) : la marquise de Villeroy[27],[35],[36].
- 1891 : La Meule, pièce en 4 actes de Georges Lecomte, au théâtre Libre (25 février) : Madame Rousselot[27],[37].
- 1891 : Les Fourches caudines, drame en un acte de Maurice Le Corbeiller, au théâtre Libre (juin) : Cécile Darney[27],[38].
- 1892 : Les Cadets de la Reine, drame en 5 actes et 8 tableaux de Jules Dornay, au théâtre de l'Ambigu (31 octobre) : Jeanne de Chabert[39].
- 1893 : Mère et Martyre, de Paul d'Aigremont et Jules Dornay, au théâtre de l'Ambigu, 27 janvier, Claire de Montdragon[40],[41],[42].
- 1894 : Une Mère, pièce en un acte d'Henri Amic, avec le Cercle des Escholiers, au Théâtre Moderne (19 février) : Marie[43],[44],[45].
- 1894 : L'Enfant, pièce en un acte d'Henri de Weindel, avec le Cercle des Escholiers, à la Comédie-Parisienne (16 mai) : Mme Remoussin[46],[47].
- 1894 : Un bon garçon, pièce en 2 actes d'Henri Amic, au théâtre d'Application (1er juin) : Andrée Tournard[48],[49].
- 1894 : Roger la Honte, drame en 5 actes de Jules Mary et Georges Grisier, reprise à l'Ambigu-Comique (13 novembre) : Mme Larroque[50].
- 1894 : Les Ruffians de Paris, drame en 6 actes et 9 tableaux de Maurice Drack, à l'Ambigu-Comique (24 décembre) : Martine Valerio[51].
- 1895 : Pour le drapeau !, mimodrame en 3 actes d'Henri Amic, musique de Raoul Pugno, à l'Ambigu-Comique (18 février) : Marie-Anne[52].
- 1895 : Les Deux Patries, drame en 5 actes de Léon Hennique, à l'Ambigu-Comique (16 mars) : Pauline Garnier[53].
- 1895 : Gigolette, drame en 5 actes et 8 tableaux de Pierre Decourcelle et Edmond Tarbé, reprise à l'Ambigu-Comique (30 mars) : Mme de Margemont[54].
- 1896 : Les Soutiens de la société, drame en 4 actes d'Henrik Ibsen, traduction de P. Bertrand et Edmond de Nevers, au Nouveau-Théâtre (théâtre de l'Œuvre) (24 juin) : Martha Bernick[55].
- 1896 : Peer Gynt, poème dramatique en 5 actes d'Henrik Ibsen, musique d'Edvard Grieg, au théâtre de l'Œuvre, installé au Nouveau-Théâtre (12 novembre) : la femme en vert[56].

Autrice et actrice
- 1900 : À Saint-Lazare, en collaboration avec Camille Clermont, au Grand-Guignol (9 juin) : Madeleine[57].
- 1906 : Sacha, ou le crime de la belle-mère illégitime, comédie en 4 actes et 3 tableaux, au théâtre du Gymnase (5 mars) : Mania Ludorf. 15 représentations[20],[58],[59],[60],[61],[62],[63].

## Publication
- Proses d'actrice. Musique de mots, volume de prose rythmée, préfacé par Jean Richepin, in-12° avec couverture illustrée, A. Charles éditeur, Paris, 1900[64]. Réédité en 1905 chez Fayard au format in-16° avec des illustrations de Georges Conrad.